# Rue des Fêtes
La rue des Fêtes est une voie du 19e arrondissement de Paris, en France.

## Origine du nom
Ce nom vient du fait que la rue des Fêtes marque la limite occidentale de la place des Fêtes sur laquelle avaient lieu les fêtes de l'ancienne commune de Belleville.

## Historique
Cette rue, qui est indiquée sur le plan de Roussel de 1730, a porté les noms de « ruelle d'Anneray », puis « rue de Beaune ». Elle reliait le centre du village de Belleville à la rue Saint-Denis (actuelle rue Compans),. En 1837, elle fait l'objet d'un alignement.
Après l'annexion de la commune de Belleville à Paris par la loi du 16 juin 1859, la rue de Beaune est officiellement rattachée à la voirie parisienne en 1863. Pour éviter la confusion avec la rue de Beaune (dans le 7e arrondissement), la rue prend en 1867 son nom actuel. 
Dans les années 1970, la section de la rue des Fêtes entre la place éponyme et la rue Compans est supprimée. La jonction des rues Compans et des Fêtes se trouvait au niveau de l'actuel no 53 de la rue Compans.

## Bâtiments remarquables et lieux de mémoire
- Au no 11, un hôtel particulier du XVIIIe siècle, avec balcon et quatre fenêtres surmontées de mascarons.

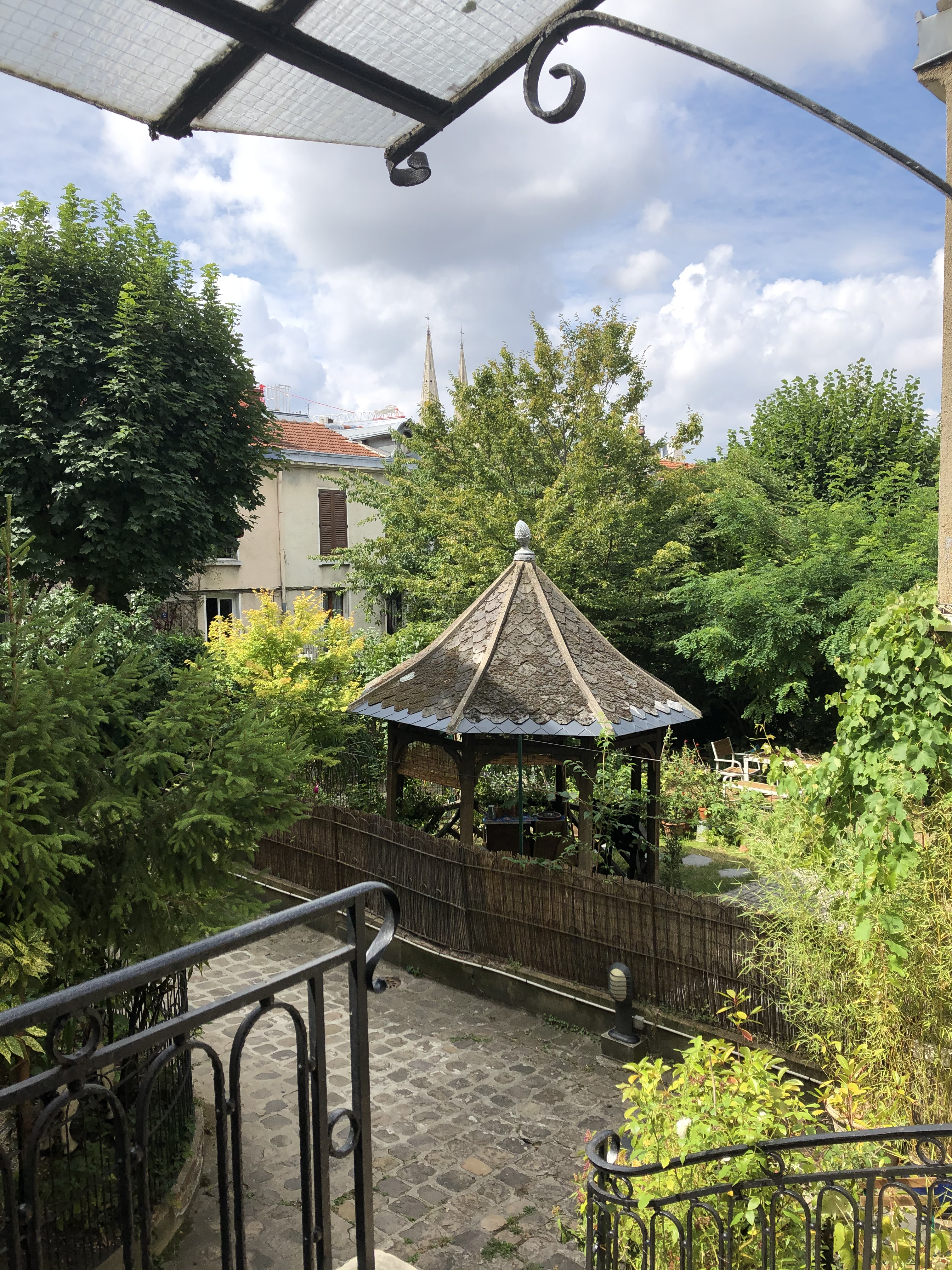
Villa des Fêtes, gloriette.

- Au no 13, une cité-jardin, la Villa des Fêtes, composée d'une maison et de plusieurs pavillons (anciennes maisons ouvrières), desservis par une allée pavée[8],[9].

- Au no 15, un immeuble comprenant au-dessus de la porte d'entrée un cartouche « Villa des Fêtes ».

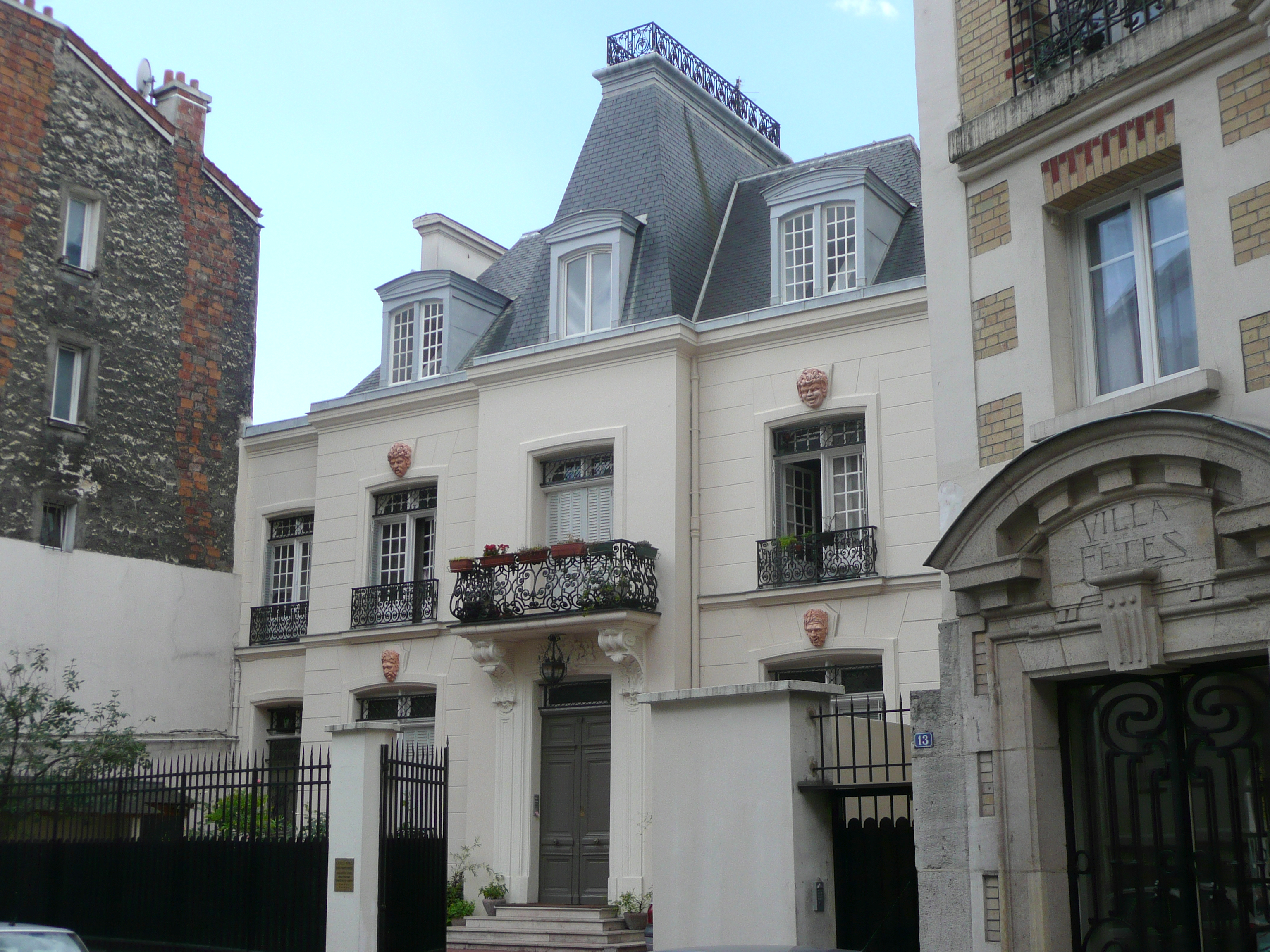
Hôtel particulier au no 11.